# Helen Macková
Helen Macková (rodným jménem Helen McDougallová; 13. listopadu 1913 Rock Island, Illinois – 13. srpna 1986 Beverly Hills, Kalifornie) byla americká herečka.

## Život

### Mládí a začátek kariéry
Narodila se 13. listopadu 1913 ve městě Rock Island ve státě Illinois jako dcera holiče Williama George McDougalla a jeho ženy Reginy McDougallové (rodným jménem Lenzerová). V mládí navštěvovala přípravnou školu Professional Children's School pro začínající herce a tanečníky a již v roce 1923, v deseti letech debutovala jako vaudevillantka na Broadwayi. V témže roce debutovala také v němém filmu Success, kde se poprvé objevila pod svým uměleckým jménem Helen Mack. Během let 1923–1924 se objevila v dětských rolích ve čtyřech dalších filmech a v roce 1931 se po několikaletém účinkování na Broadwayi k filmování opět vrátila. 

### Pozdější kariéra
V březnu 1931 se předvedla na kamerových zkouškách u studia Fox Film Corporation, které ji brzy poté obsadilo do hlavní role do dramatu The Struggle (1931). Po pár dalších snímcích se objevila ve spoustě béčkových westernů jako například Fargo Express (1933) či The California Trail (1933), ale blýskla se také v několika významnějších snímcích jako je akční horor The Son of Kong (1933), fantasy Země hrůzy (1935) nebo komedie Mléčná dráha (1936). 
Na počátku 40. let se objevila také v bláznivé komedii Jeho dívka Pátek (1940) s Cary Grantem a Rosalind Russellovou a v roce 1945 po dramatu Divorce svou hereckou kariéru ukončila. Nadále se věnovala již pouze vystupování v rozhlasovém seriálu Myrt and Marge kde nahradila herečku Donnu Damerelovou a u rozhlasu zůstala až do 50. let. Jako producentka se podílela na mnoha programech i seriálech jako např. Richard Diamond, Private Detective, The Saint či Meet Corliss Archer včetně seriálu A Date with Judy, který sama napsala i režírovala. Po nástupu televize však začaly rozhlasové seriály postupně upadat a nakonec zůstala jen u psaní televizních epizod. 
Helen Macková zemřela na rakovinu v domě své přítelkyně a herečky Aleen Leslie v Beverly Hills 13. srpna 1986 ve věku 72 let.

## Filmografie

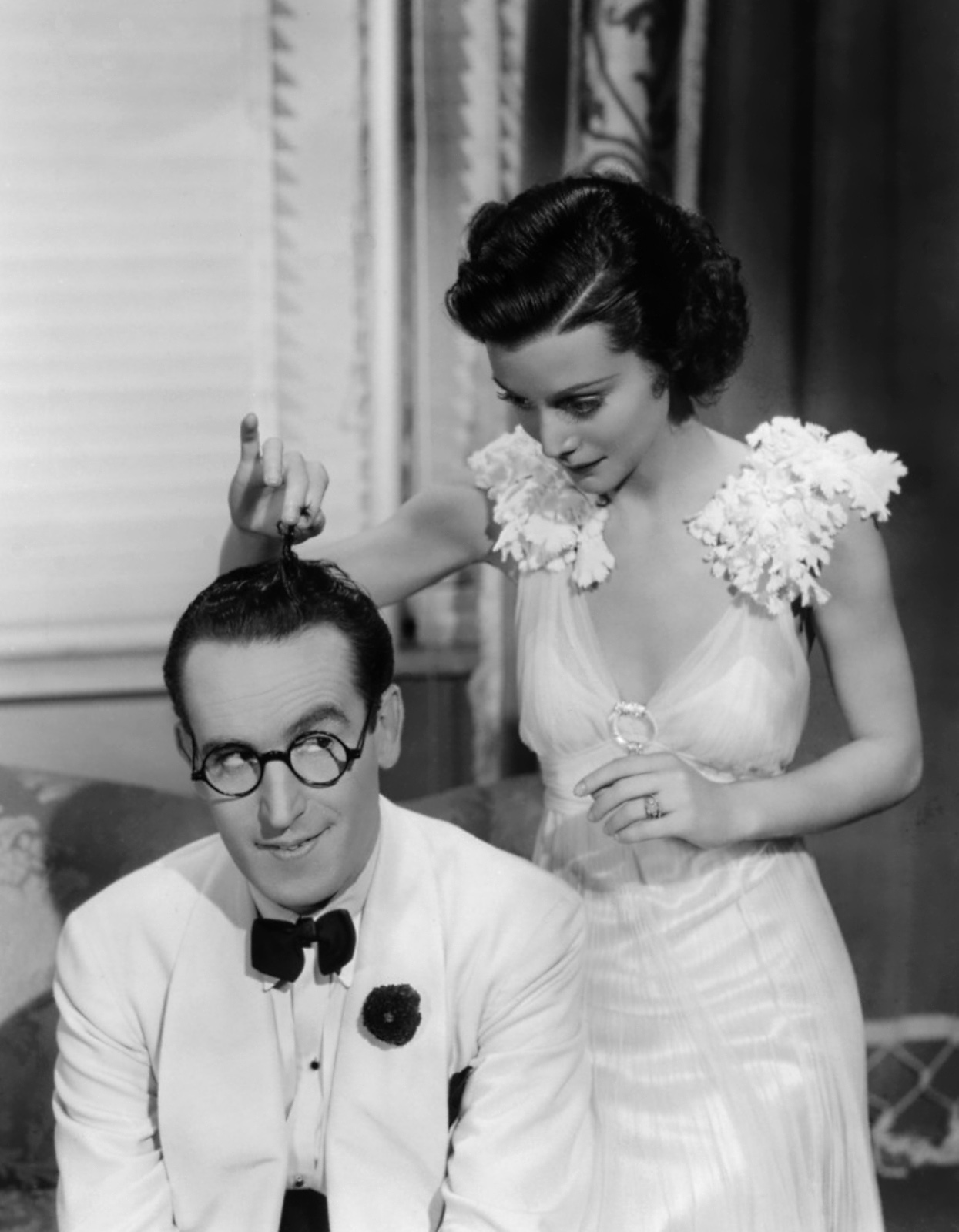
Helen Macková ve filmu Mléčná dráha (1936)

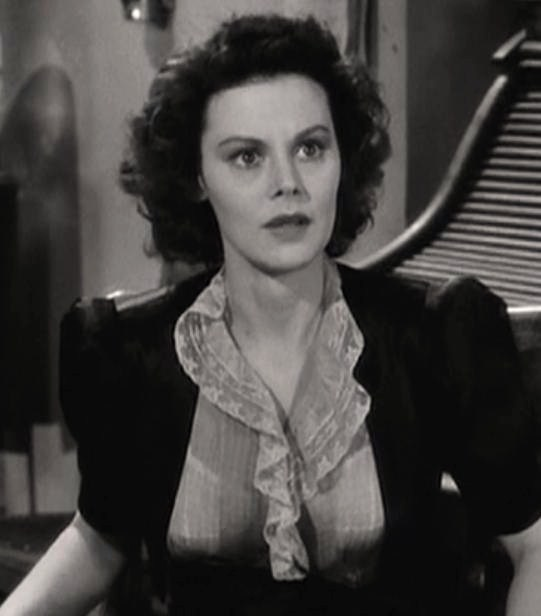
Helen Macková ve filmu Jeho dívka pátek (1940)

### Němé filmy
- 1923 Success (režie Ralph Ince)
- 1923 Zaza (režie Allan Dwan)
- 1923 Under the Red Robe (režie Alan Crosland)
- 1924 Grit (režie Frank Tuttle)
- 1924 Pied Piper Malone (režie Alfred E. Green)

### Zvukové filmy (výběr)
- 1931 Zápas (režie D.W. Griffith)
- 1932 While Paris Sleeps (režie Allan Dwan)
- 1933 The California Trail (režie Lambert Hillyer)
- 1933 Melody Cruise (režie Mark Sandrich)
- 1933 Blind Adventure (režie Ernest B. Schoedsack)
- 1933 Christopher Bean (režie Sam Wood)
- 1933 Fargo Express (režie Alan James)
- 1933 The Son of Kong (režie Ernest B. Schoedsack)
- 1934 Kiss and Make Up (režie Harlan Thompson)
- 1934 You Belong to Me (režie Alfred L. Werker)
- 1934 The Lemon Drop Kid (režie Marshall Neilan)
- 1934 Ve školním rytmu (režie Norman Taurog)
- 1935 Země hrůzy (režie Irving Pichel a Lansing C. Holden)
- 1935 The Return of Peter Grimm (režie Victor Schertzinger a George Nichols Jr.)
- 1936 Mléčná dráha (režie Norman Z. McLeod a Leo McCarey)
- 1937 You Can't Buy Luck (režie Lew Landers)
- 1937 Poslední vlak od Madridu (režie James P. Hogan)
- 1937 Fit for a King (režie Edward Sedgwick)
- 1937 The Wrong Road (režie James Cruze)
- 1938 King of the Newsboys (režie Bernard Vorhaus)
- 1938 I Stand Accused (režie John H. Auer)
- 1938 Secrets of a Nurse (režie Arthur Lubin)
- 1938 Gambling Ship (režie Aubrey Scotto)
- 1939 Mystery of the White Room (režie Otis Garrett)
- 1939 Calling All Marines (režie John H. Auer)
- 1940 Jeho dívka Pátek (režie Howard Hawks)
- 1940 Girls of the Road (režie Nick Grinde)
- 1941 Power Dive (režie James P. Hogan)
- 1945 Divorce (režie William Nigh)